# 永安乡 (九江市)
永安乡，是中华人民共和国江西省九江市柴桑区下辖的一个乡镇级行政单位。

## 行政区划
永安乡下辖以下地区：
大树村、新民村、滨江村、官湖村、爱国村、爱民村、永安村、长河村和农科所社区。